# Nematocampa expunctaria
Nematocampa expunctaria är en fjärilsart som beskrevs av Augustus Radcliffe Grote 1872. Nematocampa expunctaria ingår i släktet Nematocampa och familjen mätare. Inga underarter finns listade i Catalogue of Life.

## Bildgalleri

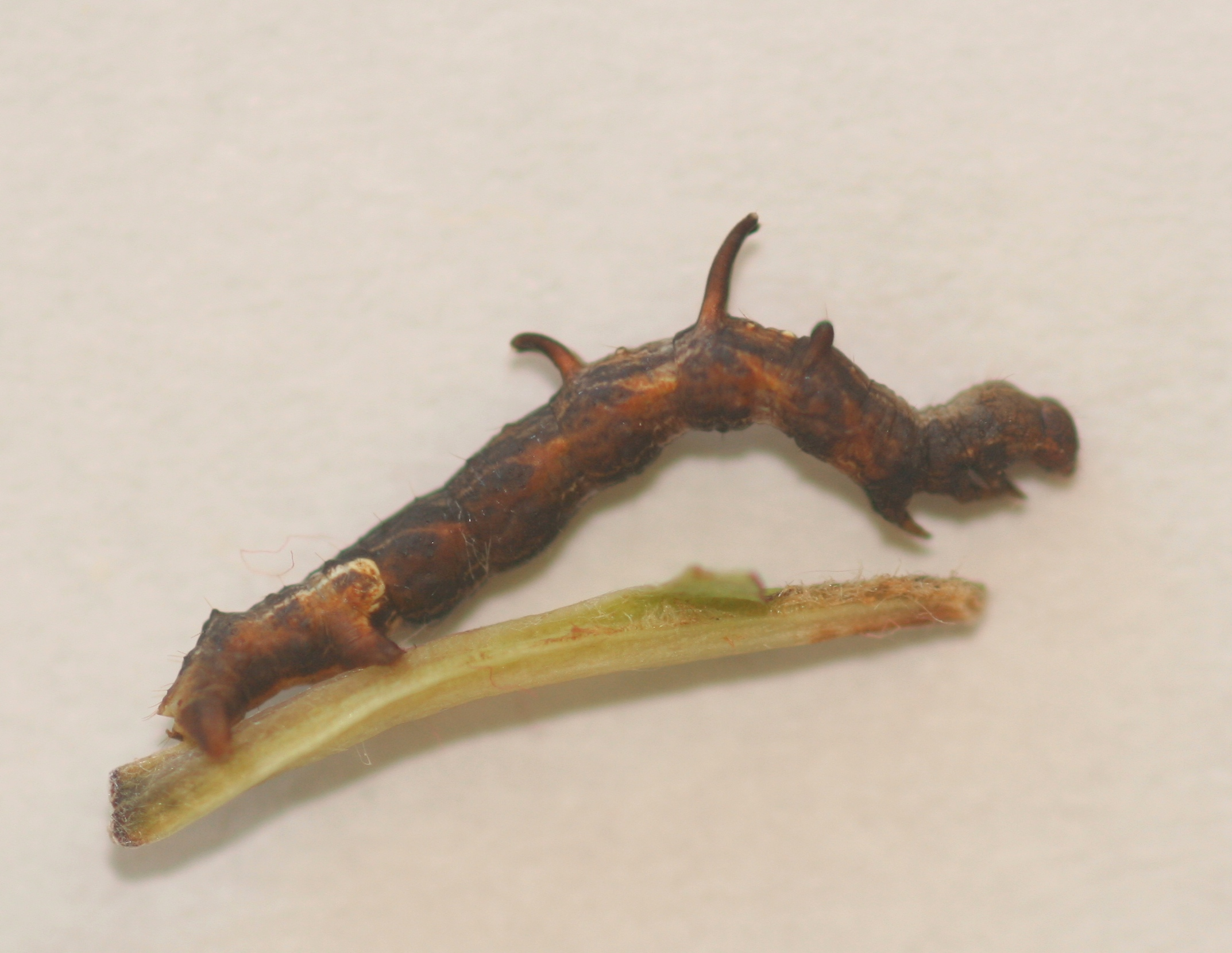